# Corcelles-sur-Chavornay
Corcelles-sur-Chavornay is een plaats en voormalige gemeente in het Zwitserse kanton Vaud en maakt deel uit van het district Jura-Nord vaudois.
Corcelles-sur-Chavornay telt 311 inwoners.